# The Age of Information
The Age of Information é uma banda de rock alternativo fundada por David Hodges em 2003 em Little Rock no estado de Arkansas com o nome de Trading Yesterday. Em 2004, a banda lançou um álbum demo intitulado The Beauty and the Tragedy, gravado no apartamento de Hodges, e após assinar contrato com a Epic Records no final daquele ano, lançaram seu primeiro single, "One Day", no verão de 2005. Mais tarde, deixaram a Epic e, a partir de 2007, se tornaram independentes. Devido a isso, seu álbum de estreia, intitulado More Than This, foi arquivado e nunca foi lançado oficialmente.
Em 2007, a banda mudou seu nome para The Age of Information após o lançamento do EP Everything is Broken .
Após um término prematuro de seu contrato com a Epic Records, o álbum More Than This foi arquivado até 2011, quando finalmente foi lançado de forma independente pela Sleepwalker Records, do próprio David Hodges.

## História
Em 2000, Hodges entrou na banda Evanescence como tecladista para o que se tornaria o álbum Origin. Depois que Evanescence terminou de gravar seu álbum de estreia, em 2002, Hodges deixou a banda para perseguir outros interesses musicais. Em 2003, Hogges e Colbert começaram a colaborar juntos e formar Trading Yesterday, gravando músicas em um estúdio caseiro. Mais tarde, Steven McMorran entraria na banda.
Em 15 de maio de 2004, Trading Yesterday sediou uma festa de lançamento para The Beauty and the Tragedy, um álbum demo gravado no apartamento de Hodges. O demo esgotou-se rapidamente e isso atraiu a atenção da Epic Records, fazendo a banda se mudar para Los Angeles, na Califórnia, para começar a trabalhar em um novo álbum com uma grande gravadora. Em novembro, o trabalho no estúdio estava completo e os arranjos de cordas finas foram gravados em dezembro. A mixagem terminou durante o primeiro semestre de 2005, e, em maio, o single One Day foi lançado. No entanto, a banda saiu da Epic Records em 30 de novembro de 2005, sem razões declaradas. Após o término repentino e prematuro do contrato de Trading Yesterday com a Epic Records antes do lançamento do álbum, More Than This foi arquivado. Porém, em 2006, o álbum foi vazado na internet.
Mark Colbert deixou a banda em meados de 2006 para focar na sua carreira de engenheiro de áudio.
Em meados de 2007, a banda parou de fazer shows e compor músicas sob o nome Trading Yesterday. Os músicos Josh Dunahoo e Will "Science" Hunt se juntaram a Hodges e McMorran, e foi anunciado que o novo nome da banda seria The Age of Information, com um EP, Everything is Broken, sendo lançado em 11 de setembro de 2007.

## Discografia
- The Beauty and the Tragedy (2004)
- More Than This (2006; Lançado de forma independente em 2011)
- Everything is Broken (EP) (2007)

### Singles
- One Day (2005)

## Integrantes
- David Hodges - vocais, guitarra e piano (2003 - 2007)
- Steven McMorran - baixo, backing vocals (2003 - 2007)
- Josh Dunahoo - guitarra (2006 - 2007)
- Will "Science" Hunt - bateria (2006 - 2007)

### Ex-integrantes
- Mark Colbert - bateria (2003 - 2006)